# Disney's Polynesian Village Resort
Disney's Polynesian Village Resort is een hotel in het Walt Disney World Resort in Orlando, Florida, dat wordt beheerd door The Walt Disney Company. De opening hiervan op 1 oktober 1971, samen met het Magic Kingdom, Disney's Contemporary Resort en het gehele Walt Disney World Resort. Daarmee was het samen met Disney's Contemporary Resort een van de eerste twee hotels die open gingen binnen het resort. Disney's Polynesian Village Resort is een "Deluxe" Resort, dit wil zeggen dat het tot de duurste prijsklasse behoort binnen Walt Disney World Resort.

## Ligging, constructie en ontwerp

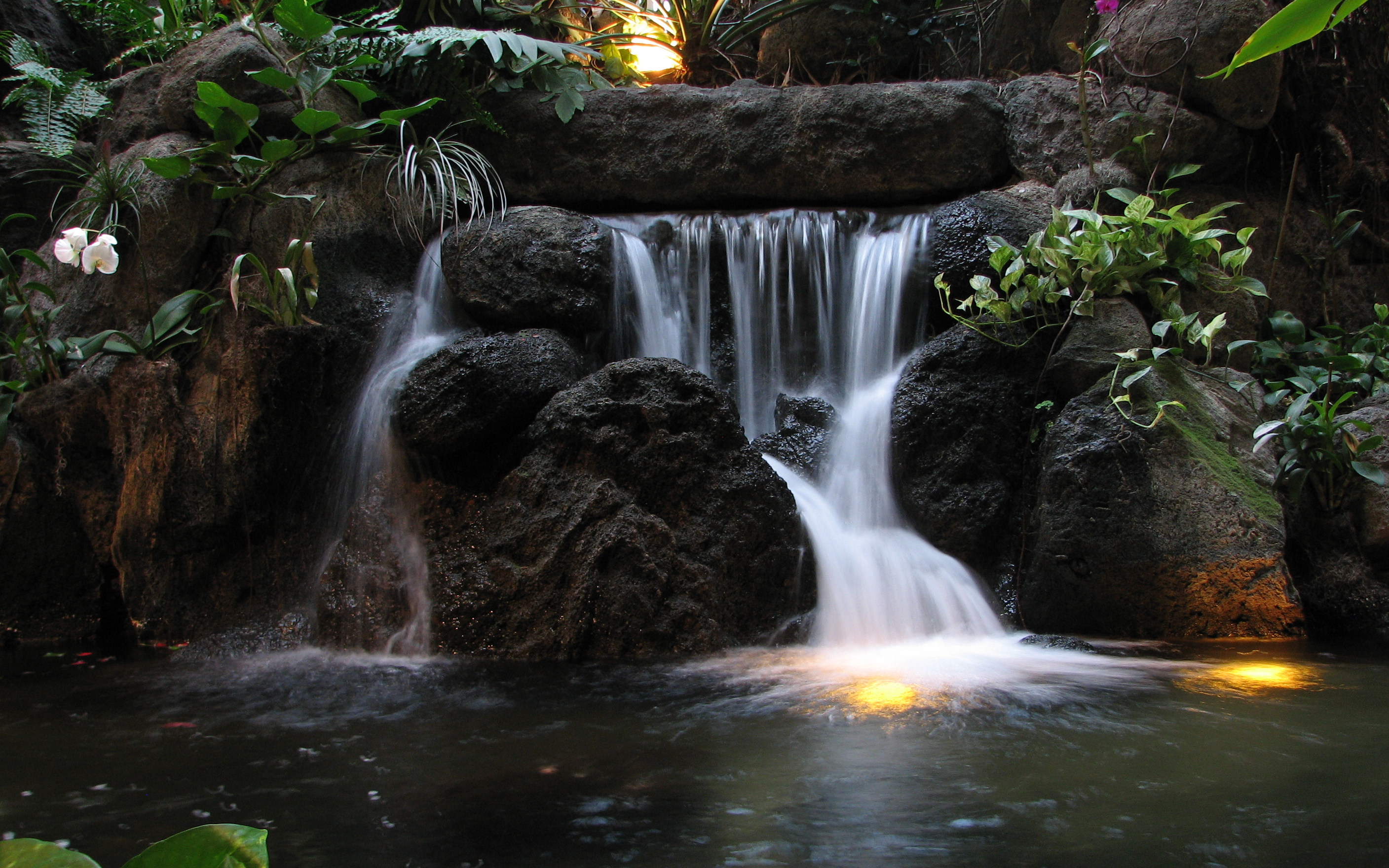
Het regenwoud in het Great Ceremonial House

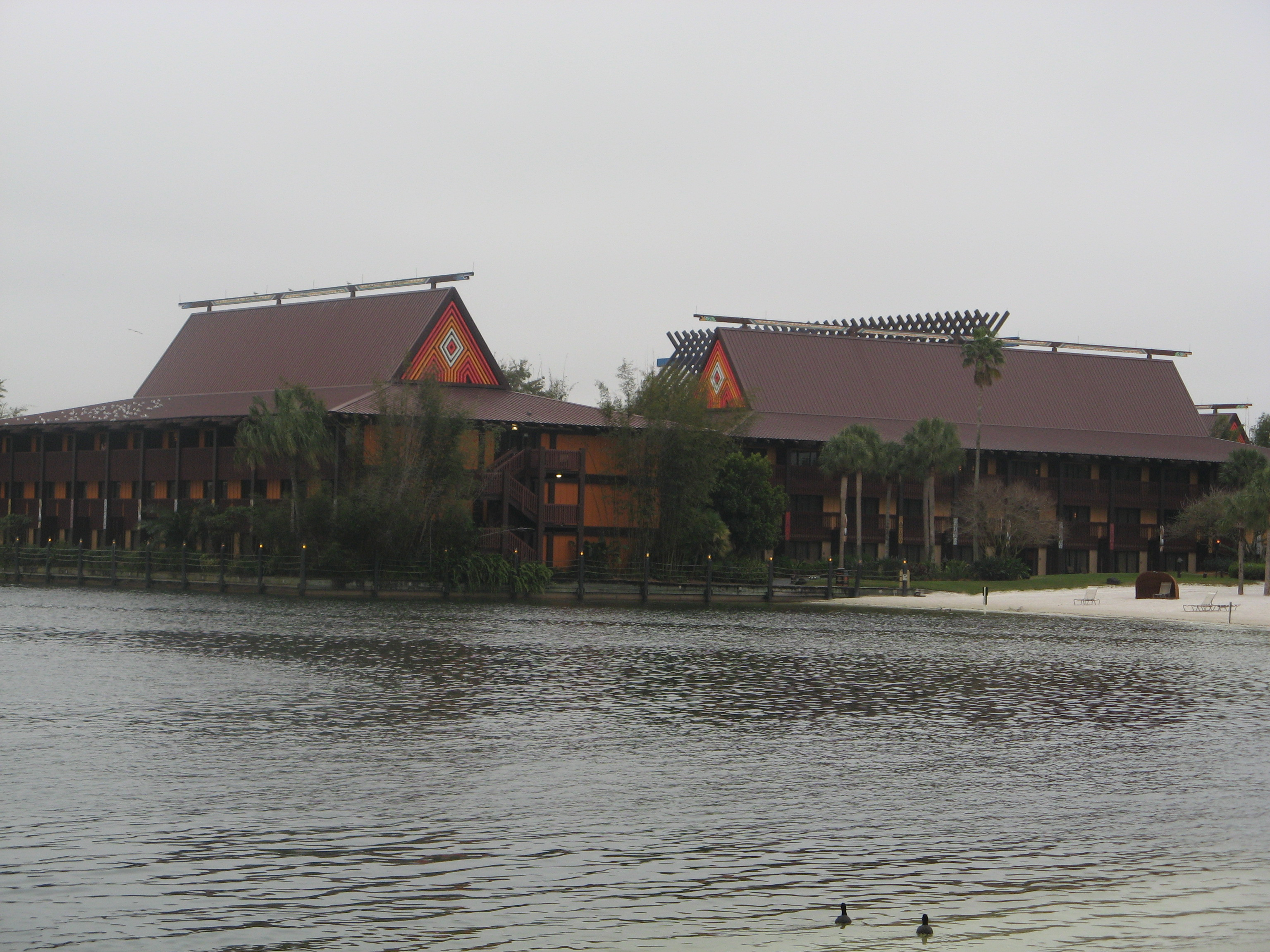
Een "longhouse" in aanbouw achterin

### Locatie
Disney's Polynesian Village Resort is gelegen aan de zuidelijke zijde van het kunstmatige Seven Seas Lagoon. Het niet ver van het Magic Kingdom vandaan, en is makkelijk te bereiken vanuit het park door de naast het hotel gelegen monorail-halte, die direct in verbinding staat met het park. Ook zijn het Disney's Contemporary Resort en het Disney's Grand Floridian Resort & Spa makkelijk te bereiken met de monorail. Andere parken binnen het Walt Disney World Resort zijn te bereiken door middel van bussen.

### Ontwerp
Het complex is opgebouwd uit 11 zogenaamde "longhouses". Dit zijn langwerpige gebouwen die faciliteiten en kamers bevatten. Het hoofdgebouw is het Great Ceremonial House, een longhouse in Tahitiaanse stijl gedecoreerd. Hier bevinden zich de check-in-balies, restaurants en de lobby van het hotel. Dit gebouw bevat echter geen kamers, daarvoor moet men naar de andere longhouses. In het atrium van dit longhouse is een groot regenwoud te vinden, inclusief waterval, en meer dan 75 verschillende plantensoorten. Door dit regenwoud is Disney's Polynesian Village Resort lid van het Florida Green Lodging project.

#### Longhouses
Het complex bezit over 11 verschillende longhouses, elk met kamers voor de gasten. In 1971 opende het hotel met acht longhouses, namelijk Bali Hai, Bora Bora, Fiji, Hawaii, Maui, Samoa, Tahiti en Tonga. In 1978 werd het Oahu-longhouse aan het resort toegevoegd, en werd de naam van het Maui-longhouse omgedoopt tot Maori-longhouse. Later, in 1985, werden de longhouses Moorea en Pago Pago toegevoegd aan het resort, wat tot het aantal van 11 longhouses kwam.
Op 28 oktober 1999 werden 10 van de 11 longhouses hernoemd, of kregen ze de naam van een ander longhouse. Dit was om beter aan te sluiten bij het Polynesische thema. Alle longhouses zijn dan ook zo nauwkeurig mogelijk vergeleken met de locaties op de kaart van Polynesië, en het eiland waar ze het dichtst bijlagen, mocht zijn naam afstaan aan het longhouse. Het Fiji-longhouse leek precies op de goede plek te liggen, en veranderde dan ook niet van naam. Het longhouse Bali Hai werd Tonga, Bora Bora werd Niue, Hawaii werd Samoa, Maori werd Rarotonga, Moorea werd Tahiti, Oahu werd Tokelau, Pago Pago werd Rapa Nui, Samoa werd Tuvalu, Tahiti werd Aotearoa en Tonga werd Hawaii.

### Constructie
Net als bij Disney's Contemporary Resort werd Disney's Polynesian Village Resort op een aparte manier gebouwd. Eerst werden de stalen omhulsels van de longhouses gebouwd, daarna werden door middel van een hijskraan de al kant-en-klaar in elkaar gezette kamers in deze constructies gebouwd. Toen werden pas de longhouses echt helemaal afgewerkt en gedecoreerd. De latere longhouses zijn op dezelfde manier gebouwd.

## Restaurants

### Restaurants
- Barefoot Pool Bar is een bar gelegen aan het zwembad, die drankjes en voorverpakte snacks verkoopt. Hij is van vrij vroeg tot redelijk laat op de dag geopend.
- Captain Cook's Snack Company is een restaurant voor de snelle hap dat 24 uur per dag geopend is. Mensen die in het hotel slapen en nog snel wat willen eten, kunnen hier terecht. Er worden typisch Polynesische gerechten geserveerd.
- Kona Café is een à-la-carterestaurant met ontbijt, lunch en diner met een Aziatische invloed. Er bevindt zich ook een kleine bar naast het restaurant waar 's morgens 100% Konaanse koffie kan worden gedronken, gebakjes en in de middaguren sushi.
- 'Ohana is een familierestaurant waar kan worden ontbeten en gedineerd. Er is de mogelijkheid om te dineren met de Disney-figuren. Mickey Mouse, Pluto en Lilo en Stitch vergezellen gasten wanneer de gerechten worden geserveerd. Ook worden er regelmatig Hawaïaanse danseressen opgeroepen en is er livemuziek te vinden.
- Tambu Lounge is een bar/restaurant die open is in avonduren. Er worden (alcoholische) drankjes geserveerd en typisch Hawaïaanse gerechten. Ook hier is regelmatig livemuziek te vinden.

### Diner Show
Het hotel kent 1 dinner show, de Disney's Spirit of Aloha Dinner Show. Dit is een musical waar tijdens er eten kan worden genuttigd in een Hawaïaanse stijl. Het is gelegen in een apart paviljoen in het westen van het Polynesian Resort, voorzien met eigen eetgelegenheden.

## Winkels
Alle winkels bevinden zich in het Great Ceremonial House.
- BouTiki is een souvenir-shop die zonnige accessoires en kleding verkoopt, zoals surfkleding, zwemkleding en Hawaïaanse attributen. Het is de grootste souvenirwinkel van het resort.
- Disney's PhotoPass Desk is een fotobalie waar je je foto's kunt laten afdrukken, foto's vanuit de Disneyparken naartoe kunt sturen, en foto's kunt laten maken in en rondom Disney's Polynesian Village Resort.
- Trader Jack's and Samoa Snacks is een combinatie tussen een winkel waar je Disney-accessoires kunt kopen, en waar je snelle voorverpakte maaltijden kunt kopen; eigenlijk een kleine supermarkt dus.
- Wyland Gallery is een kunstgalerie waar je kunstwerken van Robert Wyland kunt aanschaffen.

## Recreatie

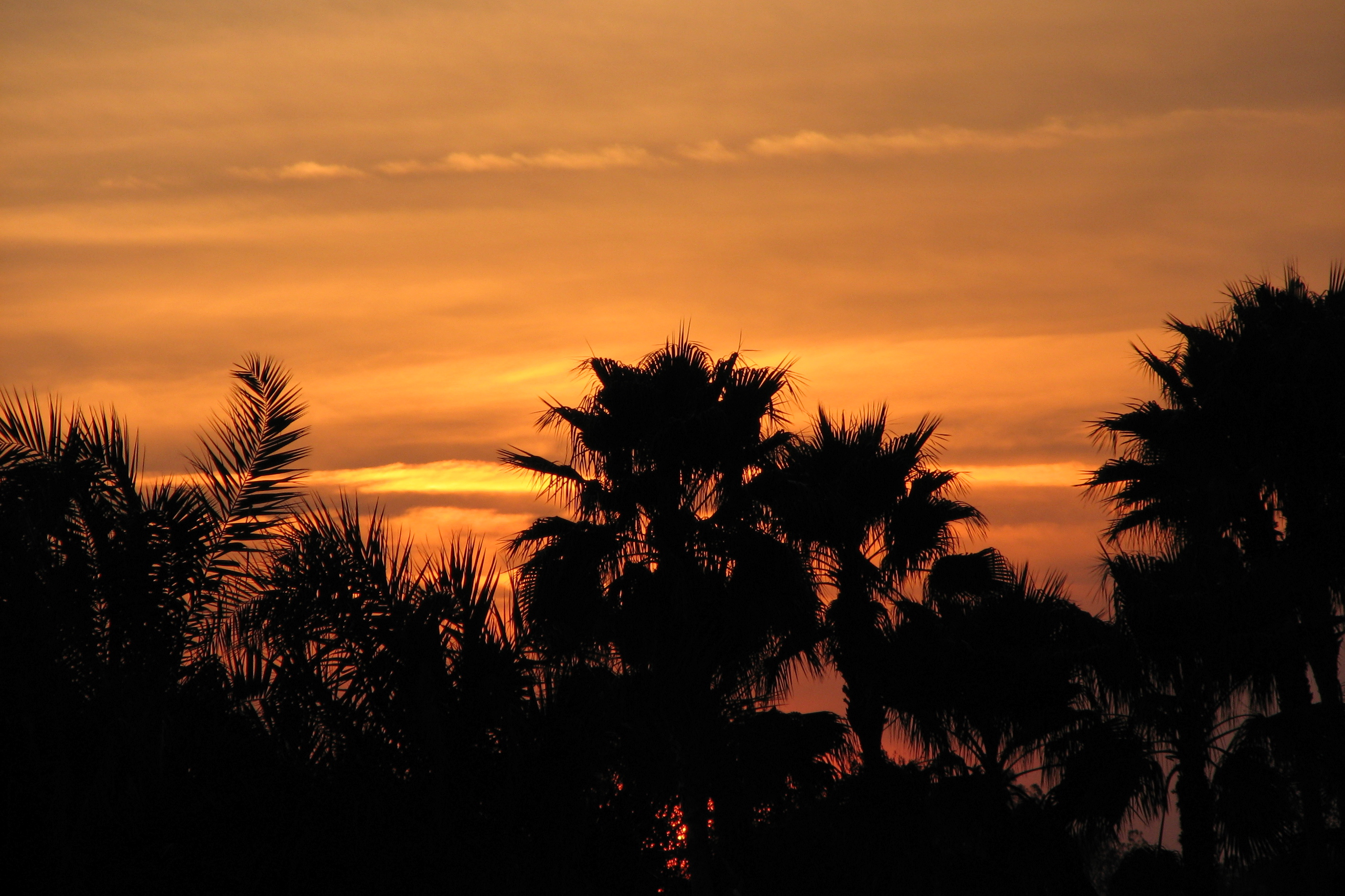
Zonsondergang vanaf de stranden naast het Seven Seas Lagoon

- Grand Floridian Resort Spa & Health Club - Samen met Disney's Grand Floridian Resort & Spa bezit Disney's Polynesian Village Resort een spa, waar men tot rust kan komen en bijvoorbeeld in de sauna kan gaan of kan worden gemasseerd.
- Mikala Canoe Club Marina - Deze club biedt watersporten aan op het Seven Seas Lagoon, zoals kanovaren. Ook kun je er fietsen huren om het Walt Disney World Resort per fiets te verkennen. Kortweg wordt de club ook wel Marina genoemd.
- Moana Mickey's Fun Hut Arcade - Een spelletjeshal, bedoeld voor kleine kinderen.
- Nanea Volcano Zwembad en het Oostelijke Zwembad - Het Nanea Volcano zwembad is een gethematiseerd zwembad met een enorme vulkaan waar watervallen aflopen en die zo nu en dan uitbarst. Het zwembad is de betreden via een strand, en wordt langzaamaan dieper. Het Oostelijke Zwembad is een sportzwembad, wat ideaal is om wat baantjes te trekken.
- De Never Land Club - De Never Land Club is een kinderclub die verschillende activiteiten voor kinderen organiseert, en waar zelfs kan worden gegeten. Hij opent vanaf 16:00uur en is open tot middernacht. Kinderen binnen de leeftijdscategorie van 4 tot 12 worden toegelaten.
- White Sand Beaches of the Seven Seas Lagoon - Naast het kunstmatige meer, het Seven Seas Lagoon, bevinden zich uitgestrekte, witte zandstranden waar men uit kan rusten op de strandstoelen of op een handdoek in het zand. Vroeger was het toegestaan om in het meer te zwemmen, en werden er golven aangemaakt door middel van een machine. Nu is het door erosie niet meer toegestaan dit meer te betreden om te zwemmen.